# زاروهی خاچاطریان
زاروهی خاچاتریان (ارمنی: Զարուհի Խաչատրյան؛ ۱۷ سپتامبر ۱۹۶۶) یک بازیگر تئاتر و تلویزیونی اهل ارمنستان است. وی از سال ۱۹۹۰ میلادی تاکنون مشغول فعالیت بوده است.

## زندگی‌نامه
وی در ۱۷ سپتامبر ۱۹۶۶ در ایروان از والدینی به نام‌های وانیک و جولیتا خاچاطریان به دنیا آمد و از انستیتو دولتی هنری و نمایشی ایروان فارغ‌التحصیل شد. از سال ۱۹۹۰ در تئاتر کمدی موزیکال پارونیان، شانت تی‌وی (۲۰۰۱–۲۰۰۲)، ارمنستان ۱ (۲۰۰۵–۲۰۱۱) و آرمنیا تی‌وی (۲۰۰۸, ۲۰۱۲, ۲۰۱۳) فعالیت می‌کند

## یادداشت
1. ↑  Վանիկ և Ջուլիետա Խաչատրյաններ